# Sainte-Eulalie-en-Royans
Sainte-Eulalie-en-Royans ist eine französische Gemeinde mit 542 Einwohnern (Stand 1. Januar 2022) im Département Drôme in der Region Auvergne-Rhône-Alpes. Sie gehört zum Kanton Vercors-Monts du Matin und zum Arrondissement Die.

## Geografie
Die Gemeinde liegt sieben Kilometer nordöstlich von Saint-Jean-en-Royans und grenzt an Auberives-en-Royans, Pont-en-Royans, Châtelus (Berührungspunkt), Échevis und Saint-Laurent-en-Royans.
Die ehemalige Route nationale 518 führt über Sainte-Eulalie-en-Royans.

## Weblinks

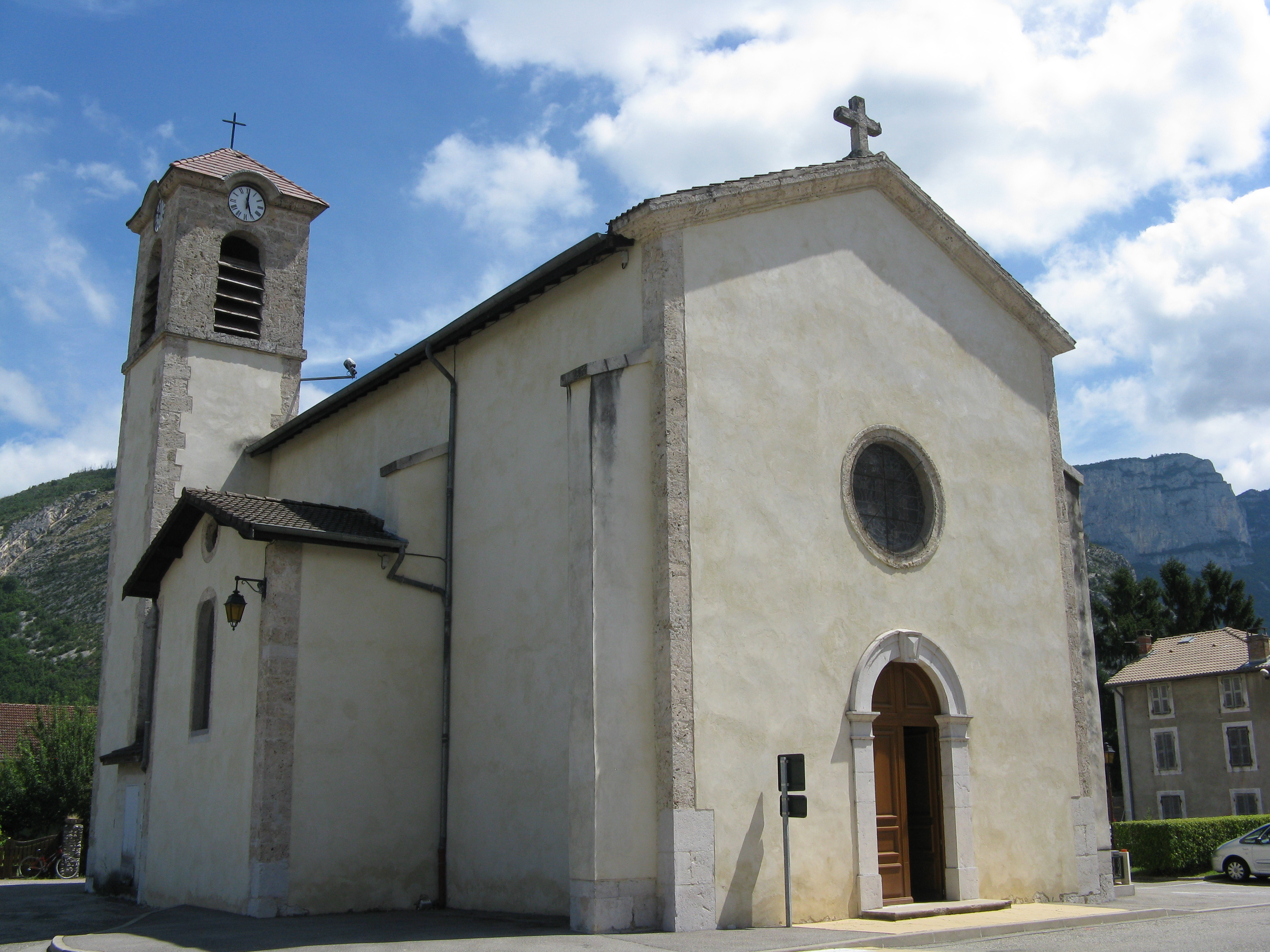
Kirche Sainte-Eulalie

## Bevölkerungsentwicklung
| Jahr                       | 1962 | 1968 | 1975 | 1982 | 1990 | 1999 | 2008 | 2016 |
| -------------------------- | ---- | ---- | ---- | ---- | ---- | ---- | ---- | ---- |
| Einwohner                  | 324  | 282  | 360  | 386  | 402  | 507  | 517  | 540  |
| Quellen: Cassini und INSEE |      |      |      |      |      |      |      |      |